# Styrax jaliscana
Styrax jaliscana är en storaxväxtart som beskrevs av S. Wats. Styrax jaliscana ingår i släktet Styrax och familjen storaxväxter. Inga underarter finns listade i Catalogue of Life.